# Église Saint-Pierre de Pleudaniel
Pour les articles homonymes, voir Église Saint-Pierre.
L'église Saint-Pierre est un édifice situé à Pleudaniel en France.

## Localisation
L'église est située sur le territoire de la commune de Pleudaniel, place de la mairie, dans le département des Côtes-d'Armor, dans la région Bretagne.

## Description
L'église était autrefois dédiée à saint Guinien. On prétend que saint Arnec, évêque d'Illy, aurait fait bâtir deux églises dans la paroisse de Pleudaniel mais c'est douteux car il s'agit probablement d'une confusion entre Pleudaniel et Ploudaniel dans le Finistère, voisin de l'archidiaconé d'Ily, ce qui n'est pas le cas de Pleudaniel. La confusion serait due à une erreur d'impression dans le livre Vies des bienheureux et des saints de Bretagne, pour tous les jours de l'année de Malo-Joseph de Garaby publié en 1839.

## Historique
L'église est inscrite partiellement au titre des monuments historiques par arrêté du 26 décembre 1927.

## Galerie

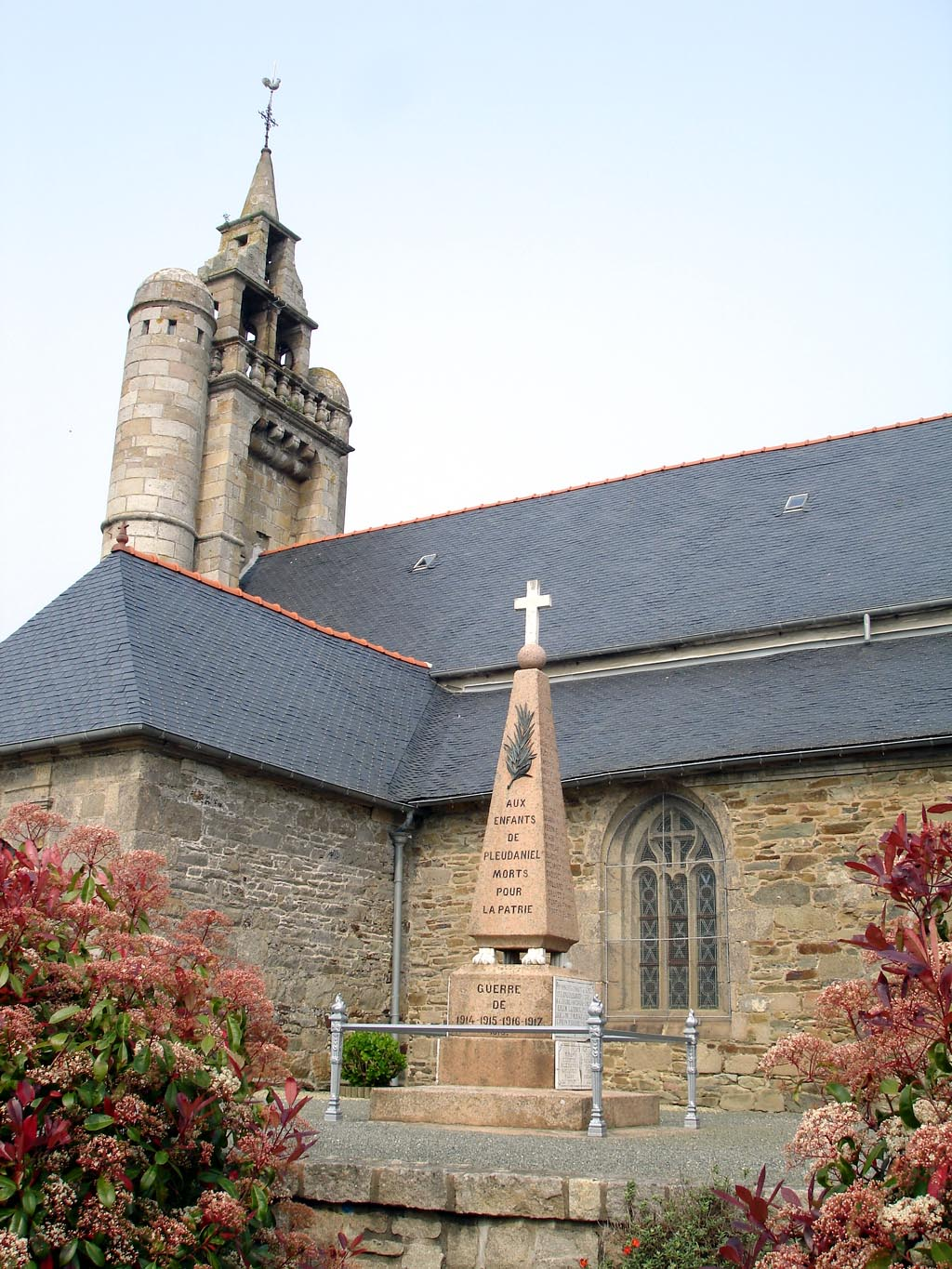
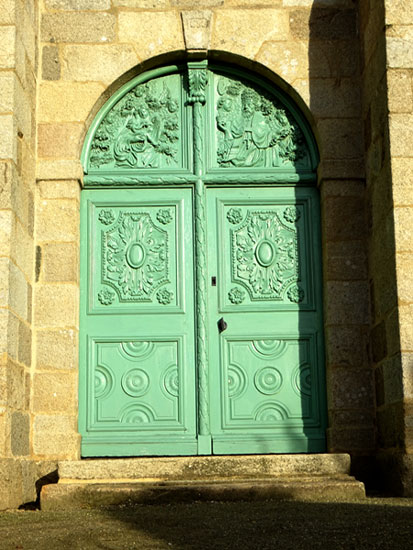
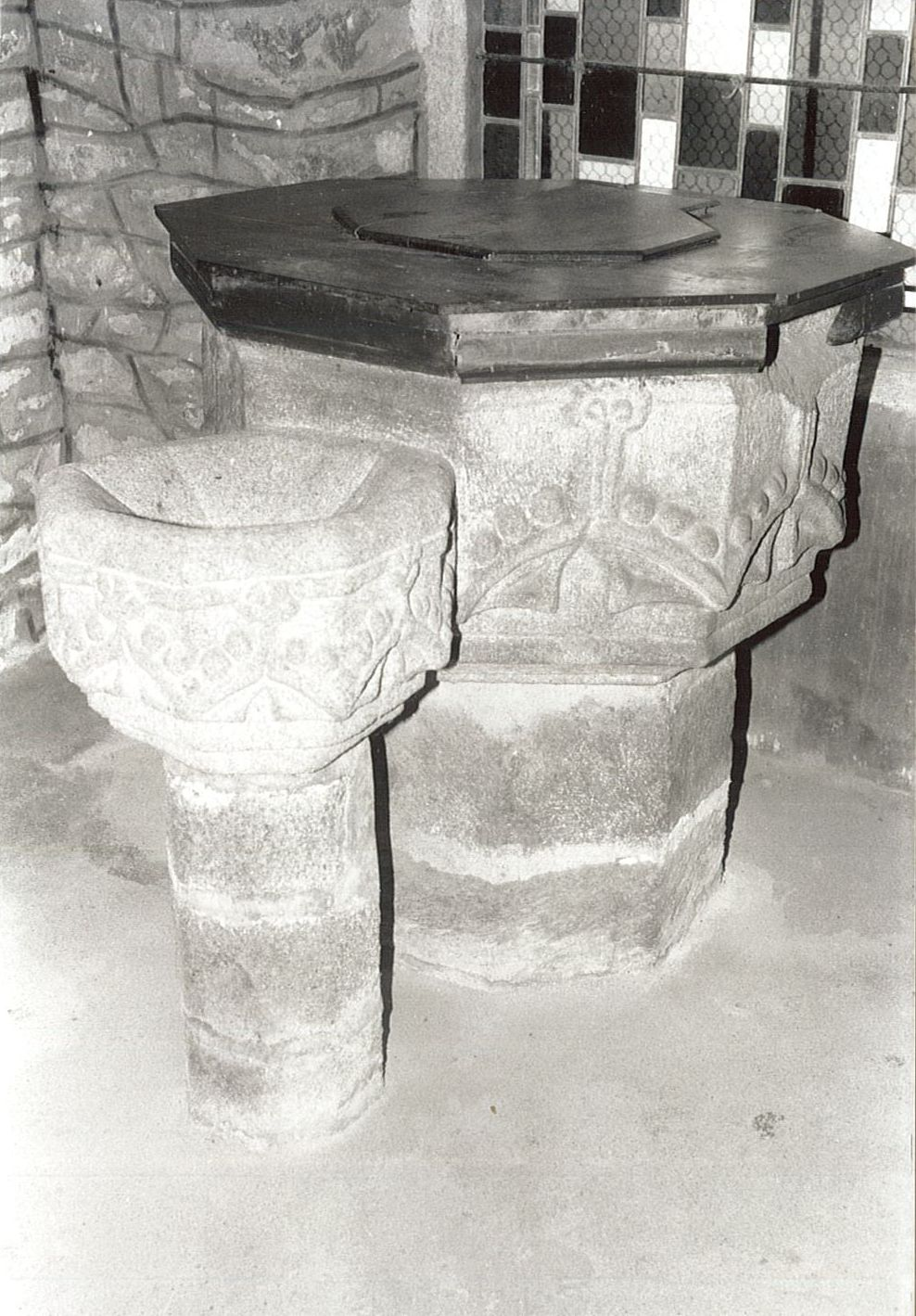
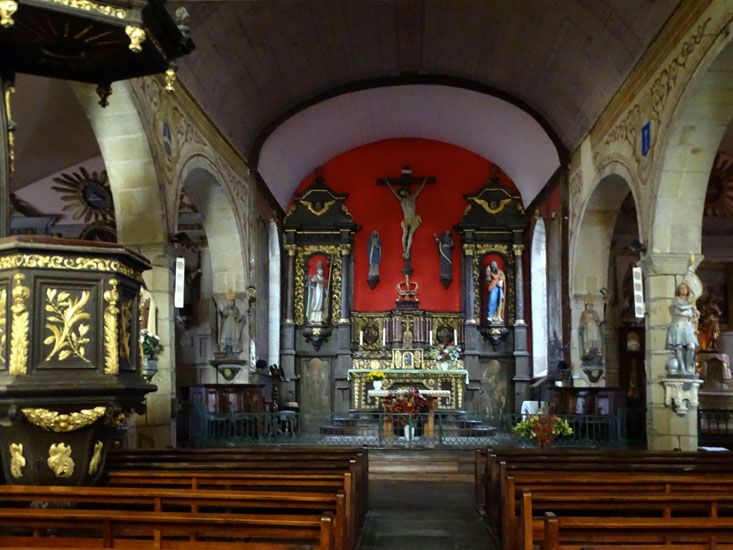

## Protection
Éléments protégés : le clocher.